# Grewia latifolia
Grewia latifolia là một loài thực vật có hoa trong họ Cẩm quỳ. Loài này được F.Muell. ex Benth. mô tả khoa học đầu tiên năm 1863.